# Ишеевское городское поселение
Ише́евское городско́е поселе́ние — муниципальное образование в Ульяновском районе Ульяновской области.
Административный центр — рабочий посёлок Ишеевка.

## Население
| 2008    | 2010    | 2012    | 2013    | 2014    | 2015    | 2016    |
| ------- | ------- | ------- | ------- | ------- | ------- | ------- |
| 13 300  | ↘13 232 | ↗13 238 | ↗13 309 | ↗13 353 | ↗13 508 | ↗13 646 |
| 2017    | 2018    | 2019    | 2020    | 2021    |         |         |
| ↗13 767 | ↘13 715 | ↗13 754 | ↘13 675 | ↘13 510 |         |         |

## Состав городского поселения
| № | Населённый пункт | Тип населённого пункта                  | Население |
| - | ---------------- | --------------------------------------- | --------- |
| 1 | Дубровка         | деревня                                 | 48        |
| 2 | Ишеевка          | рабочий посёлок, административный центр | ↘10 411   |
| 3 | Линевка          | деревня                                 | 6         |
| 4 | Максимовка       | село                                    | 321       |
| 5 | Новая Беденьга   | село                                    | 595       |
| 6 | Полдомасово      | село                                    | 397       |
| 7 | Салмановка       | деревня                                 | 1460      |
| 8 | Сланцевый Рудник | посёлок                                 | 22        |

## Археология
- Городище и селище Новая Беденьга[12].